# Alfonso Rodríguez del Río
José Alfonso Rodríguez del Río (San Isidro, 29 de enero de 1948) es un empresario y político chileno, miembro de Renovación Nacional (RN). Entre 1990 y 1994 fue diputado por el distrito N.° 40 de la Región del Maule.

## Primeros años de vida
Nació en San Isidro, siendo hijo de León Alfonso Rodríguez Yáñez y de Leonor Ester Del Río León. Sus estudios primarios los realizó en los Padres Franceses de Santiago, mientras que los secundarios en el Colegio San Ignacio de la misma comuna.
Está casado con Isabel Margarita del Solar, con quien tiene cuatro hijos.
En el ámbito privado, ha desarrollado la agricultura, siendo propietario del fundo El Carmen, es empresario exportador de espárragos y frambuesas, además de productos lácteos.

## Vida política
En 1982 asumió la presidencia de la Asociación Gremial de Agricultores de Parral y Retiro, ocupó este cargo hasta 1987.
Entre 1984 y 1987 fue designado por la dictadura militar de Augusto Pinochet como alcalde de la comuna de Retiro. En los siguientes dos años llegó a ser la máxima autoridad edilicia de Parral, retirándose para postular un cupo a diputado en las elecciones de 1989.
Simultáneamente, ingresó a Renovación Nacional (RN), en el que ejerció el puesto de dirigente regional. En diciembre de 1989 resultó elegido diputado por el distrito N.° 40, correspondiente a las comunas de; Longaví, Retiro, Parrral, Cauquenes, Pelluhue y Chanco (7ª región), por el período de 1990-1994. Integró las Comisiones de Relaciones Exteriores, Integración Latinoamericana y Asuntos Interparlamentarios.

## Historial electoral

### Elecciones parlamentarias de 1989
- Elecciones parlamentarias de 1989 para Diputado por el Distrito 40 (Longaví, Retiro, Parral, Cauquenes, Pelluhue y Chanco).[1]